# Jérôme Sandlarz
 (janvier 2024).
Causes possibles :
- Rédaction non-neutre car ne respectant pas la synthèse équilibrée attendue.
- Plan structurant la page comme une brochure promotionnelle ou une plaquette institutionnelle.
- Nombreuses informations sans réelle pertinence encyclopédique et pourtant montées en épingle. Ceci peut notamment se faire en recourant à des sources primaires ou non centrées, ou encore à un « cherry picking » des sources ; dans certains cas, cette utilisation des sources peut même donner lieu à une « synthèse inédite ».

Rappel : la pertinence des informations est à démontrer par des sources secondaires indépendantes et de qualité traitant le sujet.
Jérôme Sandlarz est un documentariste et journaliste français.
Auteur de reportages et de documentaires pour la radio et la télévision publique, il a contribué à la conception des premiers programmes de la station Mouv’ en 1996 et à ceux de l’émission Les Pieds sur terre créée en 2002 par Sonia Kronlund sur France Culture.

## Biographie

### Étude - Diplôme
Ancien étudiant de l'université Sorbonne Paris Nord - Titulaire d'une maîtrise de « Sciences de l'information et de la communication ».

### Parcours à la radio
Jérôme Sandlarz a signé plusieurs centaines de reportages et documentaires sociaux et musicaux pour différentes chaînes de Radio France et médias culturels depuis 1995 : Le Mouv'[source insuffisante], France Culture, France Inter, France Musique, Fip, France Bleu et Arte radio. 

#### Parmi ses œuvres sonores et radiophoniques
- 2002 : Le New Morning, documentaire de 58 min, produit et diffusé par France Culture dans le cadre de l'émission Surpris par la nuit[4]
- 2013 : Hommage à Manu Dibango, itinéraire musical d’un monstre sacré, une biographie sonore en 5 épisodes de 29 min, produite et diffusée par France Culture dans le cadre de l'émission À voix nue.[5]
- 2015 : Jean-Loup Dabadie, les choses de la vie, portrait sonore en 5 épisodes de 28 min, produit et diffusé par France Culture dans le cadre de l'émission À voix nue[6].
- 2015 : Professions insolites, 10 portraits sonores de 2 min 30 de Jérôme Sandlarz et Farida Taher, produits et diffusés par France Bleu dans le cadre de L’Atelier de création Ile de France[7].
- 2015 : Marion, harcelée jusqu’au suicide, portrait sonore de 28 min, produit et diffusé par France Culture dans le cadre de l'émission Les pieds sur terre.[8]
- 2017 : Romanesque, histoires d’Alexandre Romanès, création sonore en huit épisodes, produite et éditée par ARTE Radio[9],[10].
- 2017 : Boris Bergman, le joueur de mots, portrait sonore en 5 épisodes de 28 min, produit et diffusé par France Culture dans le cadre de l'émission À voix nue.[11]
- 2018 : Maxime Le Forestier, portrait sonore en 5 épisodes de 31 min, produit et diffusé par France Culture dans le cadre de l'émission À voix nue.[12]
- 2017 : Denise Glaser, une icône télévisuelle, documentaire de 52 min, produit et diffusé par France Culture dans le cadre de l'émission La fabrique de l’histoire[13].
- 2019 : Au Voleur, 4 documentaires de 57 min, produits et diffusés par France Culture dans le cadre de l'émission LSD, la série documentaire.[14]
- 2019 : Sergio Leone (1929-1989), l’expérimentateur populaire, biographie sonore de 58 min, produite et diffusée par France Culture dans le cadre de l'émission Toute une vie.[15]
- 2020 : Claude Nougaro, biographie sonore de 59 min, produite et diffusée par France Culture dans le cadre de l'émission Toute une vie[16].
- 2020 : Vieillesse et dépendance, la vie sous contrainte, 4 documentaires de 55 min, produits et diffusés par France Culture dans le cadre de l'émission LSD, la série documentaire[17],[18],[19],[20].
- 2021 : Le lac de mélancolie, le dernier voyage de Philippe, création sonore de Jérôme Sandlarz et Fanny Leroy, réalisée avec Annabelle Brouard, produite et diffusée par France Culture dans le cadre de l'émission L'Expérience, avec le soutien de la bourse Brouillon d’un rêve de la Scam[source secondaire souhaitée].
- 2021 : À votre service, 4 documentaires de 57 min, produits et diffusés par France Culture dans le cadre de l'émission LSD, la série documentaire.[21],[22]
- 2022 : Au cœur des sports de l’extrême, 4 documentaires de 57 min, produits et diffusés par France Culture dans le cadre de l'émission LSD, la série documentaire[23],[24].
- 2023 : 1,2,3 sommeil !, 4 documentaires de 57 min, produits et diffusés par France Culture dans le cadre de l'émission LSD, la série documentaire[25],[26]. Un des épisodes a été diffusé en avant-première du Festival international de documentaires FIPADOC 2023[27].
- 2023 : Les tubes de ma vie, 4 documentaires de 57 min, produits et diffusés par France Culture dans le cadre de l'émission LSD, la série documentaire[28].

### Parcours à la télévision
Jérôme Sandlarz a réalisé des sujets musicaux sur Rodolphe Burger, Manu Dibango, Yael Naim, Nirvana, Queen, Georges Brassens, Sandrine Piau, etc, pour le magazine culturel hebdomadaire télévisé Métropolis diffusé sur Arte (Produit par Agat Films).

### Exposition
En collaboration avec Louiza Malki, artiste photographe, Jérôme Sandlarz raconte et documente au micro la période du premier confinement dans un établissement d'hébergement pour personnes âgées dépendantes (EHPAD) à Saint-Ouen.
Mon ehpad dans la tempête est le titre de l'exposition, du livre et du CD audio qui retracent leur immersion photographique et sonore.

## Publication
Spécialisé dans les musiques du monde, il a occasionnellement contribué à Mondomix,,.
Il est le co-auteur d'une biographie consacrée au musicien nigérian Fela Anikulapo Kuti (1938 - 1997), Fela, le combattant, publiée en juin 2002 : Mabinuori Kayode Idowu, Femi Anikulapo-Kuti et Jérôme Sandlarz, Fela le combattant, Paris, Castor Astral, 2002 (ISBN 2859204881).